# 科林 (勃兰登堡州)
科林（德語：Chorin，德語發音：[ˈkoːʁɪn]）是德国勃兰登堡州的一个市镇，隶属于巴尔尼姆县。总面积为122.05平方千米，截至2020年总人口为2332人。